# Fitnessbetreuung
Fitnessbetreuung ist ein Ausbildungsberuf in Österreich. Fitnessbetreuer beraten und betreuen bei Auswahl und Durchführung von Trainingsprogrammen. Sie sind in Fitnesscentern, Sportstudios und Freizeit- und Trainingszentren tätig.

## Ausbildungsdauer
Die Ausbildung für Fitnessbetreuung dauert in Österreich drei Jahre. Die Ausbildung erfolgt – wie bei Lehrberufen üblich – im dualen Ausbildungssystem. Dieses umfasst die betriebliche Ausbildung, die von einer schulischen Ausbildung begleitet wird.

## Aufgabengebiet
Die Auswahl von Trainsgeräten und Trainingsprogrammen sowie die Zusammenstellung individueller Fitnesskonzepte für Kunden  gehören zum wichtigsten Aufgabengebiet von Fitnessbetreuern. Neben Kundenbetreuung sind weitere wichtige Tätigkeitsbereiche Büro- und Verwaltungsaufgaben, Gerätewartungen, das Bereitstellten von Mitgliedskarten, Kontakt zu Mitarbeitern und Lieferanten sowie der Verkauf von Fitnesszubehör und Vitamingetränken.